# Акбулак (Аягозский район)
Акбулак (каз. Ақбұлақ) — станция в Аягозском районе Абайской области Казахстана. Входит в состав Тарлаулинского сельского округа. Код КАТО — 633485200.

## Население
В 1999 году население станции составляло 125 человек (60 мужчин и 65 женщин). По данным переписи 2009 года, в населённом пункте проживало 48 человек (28 мужчин и 20 женщин).